# Octylamin
Octylamin ist eine chemische Verbindung aus der Gruppe der Amine, genauer der Monoalkylamine.

## Vorkommen
Octylamin kommt natürlich in Äpfeln vor.

## Gewinnung und Darstellung
Octylamin kann durch Hydrierung von Octandienylamin gewonnen werden, welches wiederum durch Telomerisation von 1,3-Butadien mit Ammoniak gewonnen werden kann.

## Eigenschaften
Octylamin ist eine farblose Flüssigkeit mit aminartigem Geruch, die praktisch unlöslich in Wasser ist.

### Sicherheitstechnische Kenngrößen
Octylamin bildet oberhalb des Flammpunktes entzündliche Dampf-Luft-Gemische. Die Verbindung hat einen Flammpunkt bei 60 °C. Der Explosionsbereich liegt zwischen 1,6 Vol.-% als untere Explosionsgrenze (UEG) und 8,2 Vol.-% als obere Explosionsgrenze (OEG). Die Zündtemperatur beträgt 265 °C. Der Stoff fällt somit in die Temperaturklasse T3.

## Verwendung
Octylamin wird als Korrosionsinhibitor, bei der Flotation und als Asphalt-Emulgator verwendet. Es ist enthalten in Weichspülern, Waschmitteln, Vulkanisationsbeschleunigern, Drucktinten und Tonern. Es wird als Zwischenprodukt für verschiedene andere chemische Verbindungen wie zum Beispiel Octenidin, ein antimikrobiell und biozid wirkendes Mittel für verschiedene Anwendungen, und N-Octylpyrrolidon  verwendet.

## Externe Links zu erwähnten Verbindungen
1. ↑  Externe Identifikatoren von bzw. Datenbank-Links zu N-Octylpyrrolidon:  CAS-Nr.: 2687-94-7, GESTIS: 530545, PubChem: 3033871, Wikidata: Q63395635.